# Кућа у Лењиновој бр. 51 у Сремској Митровици
Кућа у Лењиновој бр. 51 у Сремској Митровици је подигнута у другој половини 19. века, у насељу Каменита ћуприја, данас у Булевару Арсенија Чарнојевића бр. 51, представља један од ретко сачуваних типичних примера куће граничарског земљорадника. Као непокретно културно добро има статус споменика културе од великог значаја.

## Изглед
Кућа је постављена на регулационој линији, окренута ужом страном ка улици има два одвојена улаза: пешачки и колски (капију). Својим једноставним просторним распоредом правоугаоне основе и масивним зидовима од мешаног материјала, сврстава се у ред стандардних породичних кућа које су се у том периоду градиле по строго прописаним нормама. Као код већине војвођанских кућа и овде се појављује карактеристични забат – равна површина која затвара високи двоводни кров покривен црепом. Једноставно обрађена улична фасада, одвојена снажно профилисаним венцем на зону приземља и забата, са по два симетрично постављена прозора, чини са плитком малтерском пластиком сведених облика складну целину. Претрпела је последњих година неодговарајуће нестручне измене. Нови пословни објекат на парцели нарушава споменичка својства граничарске куће.